# 布伦克
布伦克是德国石勒苏益格－荷尔斯泰因州的一个市镇。总面积10.69平方公里，总人口599人，其中男性311人，女性288人（2011年12月31日），人口密度56人/平方公里。